# DataMelt
DataMelt (или кратко DMelt) — бесплатная программа для научных вычислений. DataMelt — это интерактивная среда для вычислений, анализа и визуализации данных, и машинного обучения. DataMelt программа предназначена для ученых, инженеров и студентов. DataMelt является мультиплатформенным, поскольку он написан на Java, поэтому он работает в любой операционной системе, где может быть установлена виртуальная машина Java. Программа предназначена для статистического анализа данных, подбора кривой, алгоритмов анализа данных, численных расчетов, машинного обучения и построение диаграмм в 2D и 3D. DataMelt использует языки программирования высокого уровня, такие как Jython, JRuby. Java также может использоваться для вызова числовых и графических библиотек DataMelt.

## История создания
DataMelt берет свое начало в физика элементарных частиц, где добыча данных является основной задачей. Он был создан как проект jHepWork в 2005 году и изначально был написан для анализа данных для физика элементарных частиц в лаборатории DESY в Германии. Позже он был улучшен в Argonne National Laboratory
для исследований в области физики частиц с использованием концепции программного обеспечения Java для проекта International Linear Collider, разработанного в SLAC. Более поздние версии jHepWork были модифицированы для общего пользования (для ученых, инженеров, студентов в образовательных целях), так как проект Международного линейного коллайдера остановился. В 2013 году jHepWork был переименован в DataMelt и стал проектом общего назначения, поддерживаемым сообществом.
Основным источником справочной информации является книга «Анализ научных данных с использованием Jython Scripting и Java».

в котором рассматриваются методы анализа данных с использованием сценариев Java и Jython.
Позже это также обсуждалось в немецком журнале Java SPEKTRUM.. Строка «HEP» в названии проекта «jHepWork» сокращает «Физика высоких энергий». Но из-за широкой популярности за пределами этой области физики, он был переименован в
SCaViS ( 'S'  научная  'C'  вычислительная среда и  'Vis'  среда использования). Этот проект просуществовал 3 года, прежде чем был переименован в DataMelt (или, короче, DMelt).

## Поддерживаемые платформы
DataMelt работает на платформах Windows, Linux, Mac и Android. Пакет для Android называется AWork.

## Отзывы
DataMelt и его более ранние версии, SCaVis (2013—2015) и JHepWork (2005—2013), которые по-прежнему доступны в хранилище архива DataMelt,обсуждается в этих статьях:

 Программа сравнивалась с другими подобными программами в этих ресурсах

.
DataMelt (2015-), является новой разработкой программ JHepWork и SCaVis.
В этих ресурсах приводятся сравнения DataMelt с другими популярными пакетами для статистического и числового анализа.

.
Согласно более поздним обзорам онлайн-статей и блогов, DataMelt является одним из популярных программ  анализа данных .
.

## Пример кода
Вот пример того, как показывать двухмерные гистограммы, читая файл CVS, загруженный с веб-сайта World Bank.
```
from
 
jhplot.io.csv
 
import
 
*

from
 
java.io
 
import
 
*

from
 
jhplot
 
import
 
*

d
 
=
 
{}

reader
 
=
 
CSVReader
(
FileReader
(
"ny.gdp.pcap.cd_Indicator_en_csv_v2.csv"
));

while
 
True
:

    
nextLine
 
=
 
reader
.
readNext
()

    
if
 
nextLine
 
is
 
None
:

        
break

    
xlen
 
=
 
len
(
nextLine
)

    
if
 
xlen
 
<
 
50
:

        
continue

    
d
[
nextLine
[
0
]]
 
=
 
float
(
nextLine
[
xlen
-
2
])
 
# key=country, value=DGP

c1
 
=
 
HChart
(
"2013"
,
800
,
400
)

#c1.setGTitle("2013 Gross domestic product  per capita")

c1
.
visible
()

c1
.
setChartBar
()

c1
.
setNameY
(
"current US $"
)

c1
.
setNameX
(
""
)

c1
.
setName
(
"2013 Gross domestic product  per capita"
)

name1
 
=
 
"Data Source: World Development Indicators"

set_value
 
=
 
lambda
 
name
:
 
c1
.
valueBar
(
d
[
name
],
 
name
,
 
name1
)

set_value
(
name
=
"Russia"
)

set_value
(
name
=
"Poland"
)

set_value
(
name
=
"Romania"
)

set_value
(
name
=
"Bulgaria"
)

set_value
(
name
=
"Belarus"
)

set_value
(
name
=
"Ukraine"
)

c1
.
update
()

```

При выполнении этого скрипта гистограмма отображается в отдельном окне. Изображение может быть сохранено в нескольких форматах.
Вот ещё один простой пример, который иллюстрирует, как заполнить 2D-гистограмму и отобразить её на холсте. Сценарий также создает фигуру в формате PDF. Этот скрипт иллюстрирует, как склеивать и смешивать нативные классы Java (из пакета java.util) и классы DataMelt (пакет jhplot) внутри скрипта, написанного с использованием синтаксиса Python.
```
from
 
java.util
 
import
 
Random

from
 
jhplot
 
import
 
*

c1
 
=
 
HPlot3D
(
"Canvas"
)
 
# create an interactive canvas

c1
.
setGTitle
(
"Global title"
)

c1
.
setNameX
(
"X"
)

c1
.
setNameY
(
"Y"
)

c1
.
visible
()

c1
.
setAutoRange
()

h1
 
=
 
H2D
(
"2D histogram"
,
 
25
,
 
-
3.0
,
 
3.0
,
 
25
,
 
-
3.0
,
 
3.0
)

rand
 
=
 
Random
()

for
 
i
 
in
 
range
(
200
):

    
h1
.
fill
(
rand
.
nextGaussian
(),
 
rand
.
nextGaussian
())

c1
.
draw
(
h1
)

c1
.
export
(
"jhplot3d.eps"
)
 
# export to EPS Vector Graphics

```

Этот скрипт можно запустить либо с помощью DataMelt IDE, либо с помощью автономного Jython после указания пути к классам для библиотек DataMelt.